# Schwimmhaut

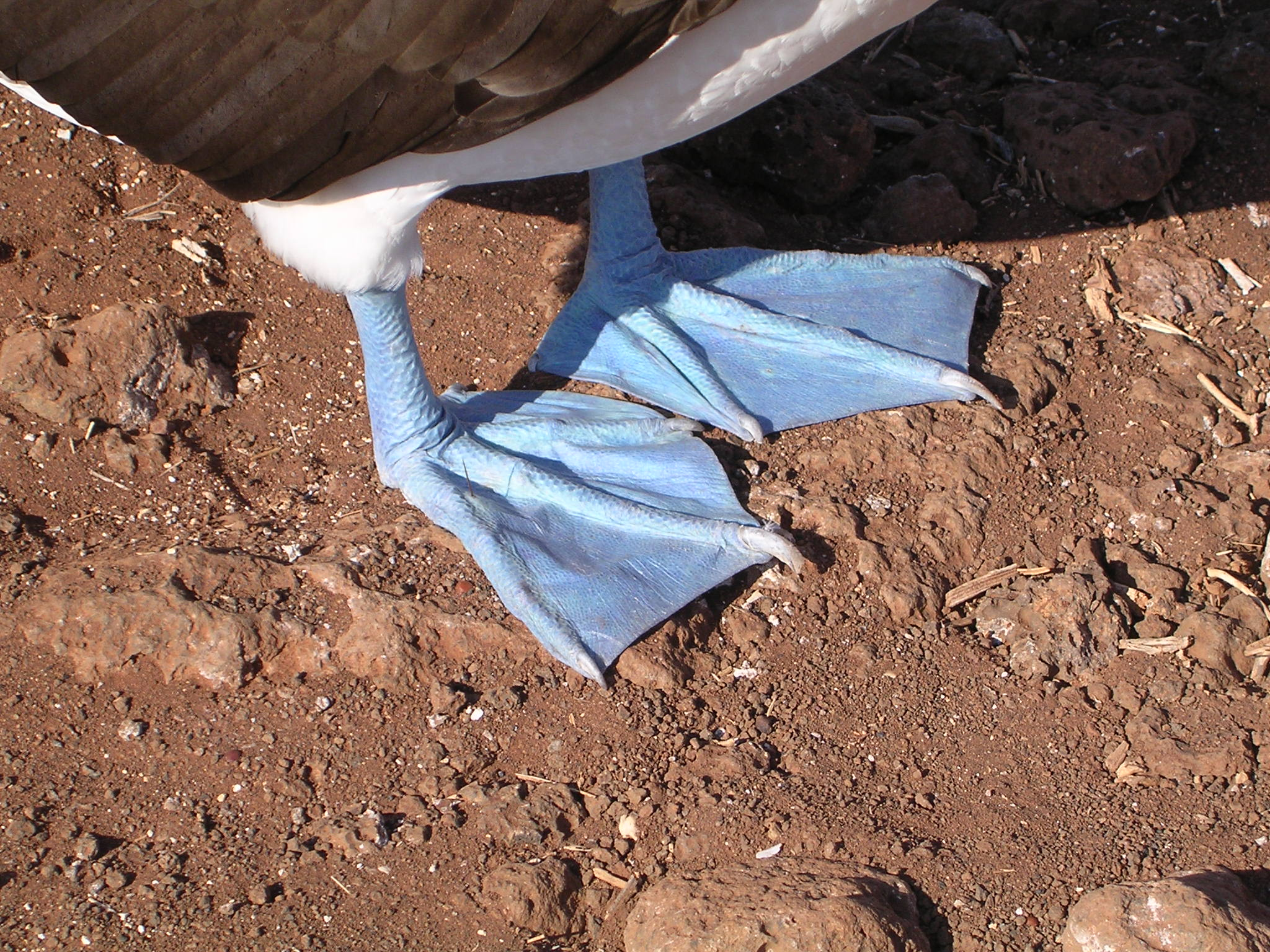
Schwimmhäute zwischen den Zehen eines Blaufußtölpels (Sula nebouxii)

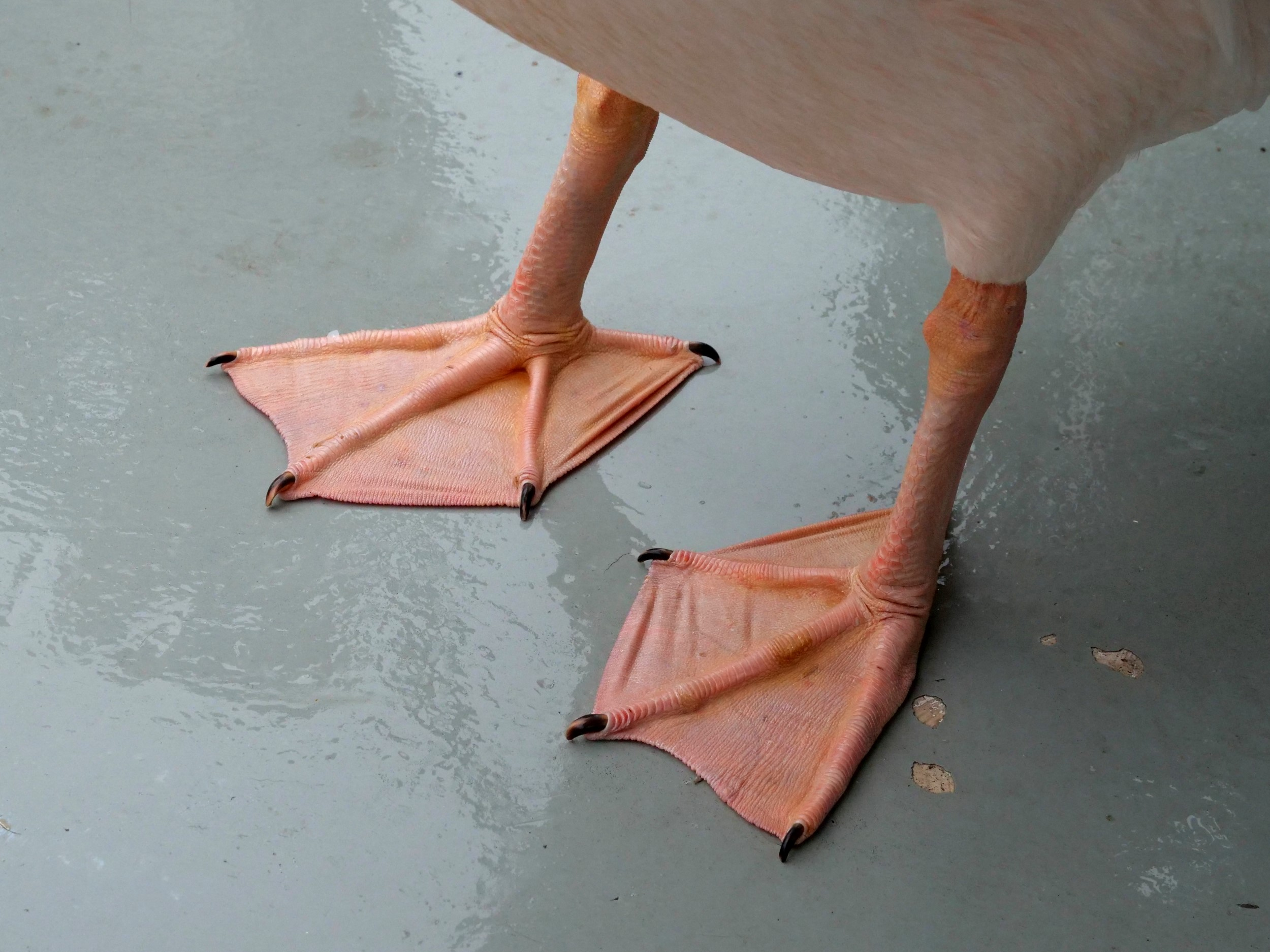
Schwimmhäute zwischen allen vier Zehen beim Rosapelikan (Pelecanus onocrolatus)

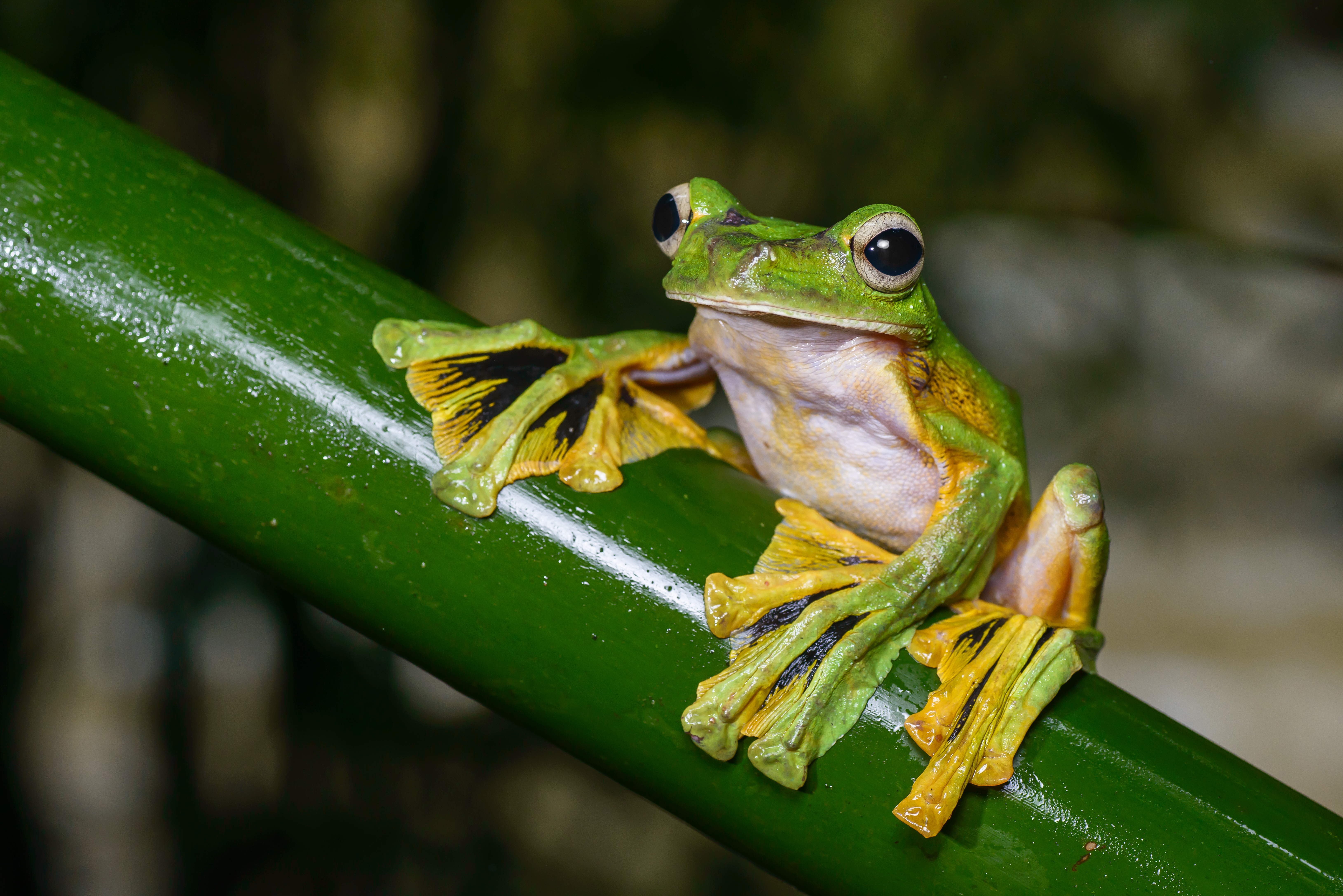
Der Wallace-Flugfrosch benutzt seine „Schwimmhäute“ eher zum Gleiten durch die Luft

Eine Schwimmhaut ist die Haut, die zwischen den Zehen oder Fingern schwimmender Tiere ausgebildet ist. Tiere mit Schwimmhäuten finden sich unter den Säugetieren, etwa Robben und Bibern, unter den Vögeln, wie z. B. Pinguinen und Enten, aber auch bei den Lurchen.

## Funktion
Die Schwimmhaut erhöht die Effizienz der Schwimmbewegungen, indem sie die Fläche der bewegten Füße oder Hände in der Art eines Paddels vergrößert. Das ermöglicht eine bessere Übertragung der Muskelkraft auf das Wasser und fördert den Antrieb. Schwimmhäute sind elastisch, so dass die Fläche der bewegten Gliedmaßen bei Bewegung entgegen der Schwimmrichtung wieder verkleinert werden kann, um dann einen möglichst niedrigen Wasserwiderstand zu erreichen.

## Schwimmhaut bei Säugetieren

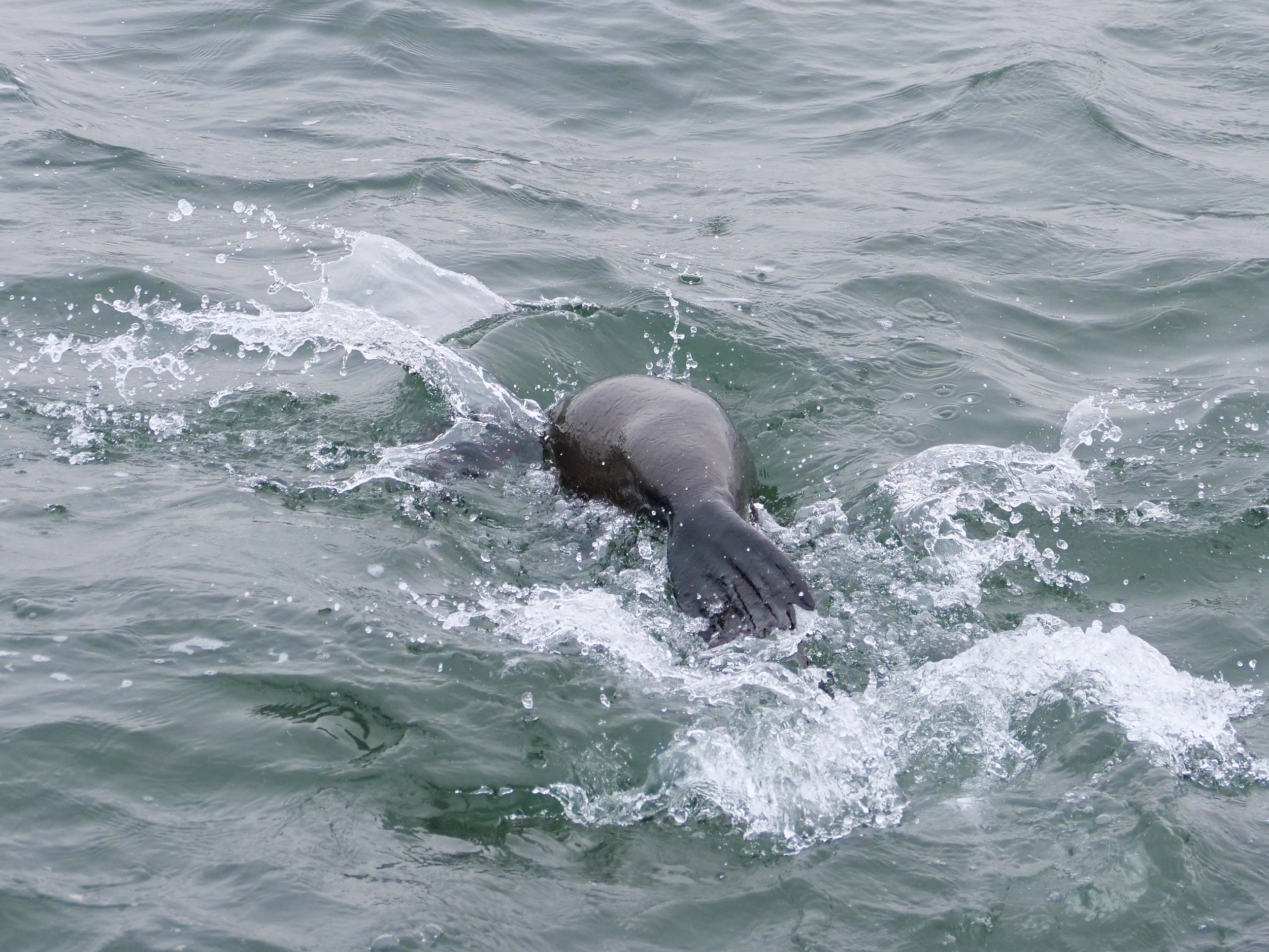
Der Südafrikanische Seebär (Arctocephalus pusillus) hat Schwimmhäute und bildet dadurch Flossen aus.

Robben bilden an den Vorderextremitäten und Hinterextremitäten derbe Schwimmhäute zwischen den Fingern beziehungsweise Zehen aus. Diese werden auch als Flossen bezeichnet. Weil Robben auf diesen Flossen auch gehen, heißen sie Flossenfüßer (Pinnepedia). Beim Schwimmen und Tauchen werden die vorderen Flossen angelegt, sie dienen beim Wenden als Seitensteuer. Die nach hinten ausgerichteten Hinterextremitäten bilden als Flossen das aktive Schwimmorgan.
Beim Biber sind die fünf Zehen an den hinteren Extremitäten mit Schwimmhaut verbunden. Dies ist eine Anpassung an die vornehmlich aquatische Lebensweise der Tiere. Die kleinen Finger dienen nicht der Fortbewegung, sondern – wie bei der Verarbeitung von Schlamm in Biberburgen – der Manipulation.

## Schwimmhaut bei Vögeln
Bei Enten, Gänsen, Schwänen, Möwen und Seeschwalben sind die drei nach vorn gerichteten Zehen mit Schwimmhäuten verbunden. Bei Kormoranen und Pelikanen verbindet die Haut alle vier Zehen. Die Schwimmhäute von Vögeln fallen oft durch Signalfarben auf, die u. a. bei der Balz eine Rolle spielen. Beim Blaufußtölpel bevorzugen die Weibchen als Partner männliche Vögel mit kräftig blau gefärbten Füßen.
Bei Vögeln bilden die Vorderextremitäten die Flügel. Nur an den hinteren Extremitäten kommen bei im Wasser lebenden Vogelarten Schwimmhäute vor. Von Pinguinen werden die Füße mit ihrer kräftiger Schwimmhaut als Steuerruder eingesetzt. Sie dienen ihnen auch als Bremse.

## Schwimmlappen
Das Blässhuhn verfügt über Zehen mit seitlichen Schwimmlappen. Diese funktionieren ähnlich wie Schwimmhäute. Nicht nur das Blässhuhn aus der Verwandtschaft der Rallen verfügt über Schwimmlappen, sondern es gibt solche häutigen Erweiterungen auch bei Binsenrallen und Lappentauchern.

## „Schwimmhaut“ beim Menschen
Eine relativ häufige angeborene Fehlbildung beim Menschen ist die Verwachsung bzw. Nichttrennung von Fingern und/oder Zehen (Syndaktylie). Die unübliche Verbindung zwischen den Gliedern kann durch eine Hautverwachsung entstanden sein oder durch eine knöcherne Verbindung. Im Fall einer Hautverwachsung ähnelt das verbindende Hautstück einer Schwimmhaut.